# Karl Schulte Kemminghausen
Karl Schulte Kemminghausen (* 23. Februar 1892 in Somborn; † 29. November 1964 in Münster) war ein deutscher Germanist und Volkskundler.
Er habilitierte sich bei dem Germanisten Arthur Hübner. Zu seinen Forschungsschwerpunkten zählte Annette von Droste-Hülshoff.
1933 trat Schulte Kemminghausen dem NS-Lehrerbund und der SA bei, wo er Oberscharführer wurde. 1934 wurde er als Professor an die Westfälische Wilhelms-Universität in Münster berufen. Er war stellvertretender Vorsitzender und Geschäftsführer der Annette-von-Droste-Hülshoff-Gesellschaft. 1937 trat er der NSDAP bei und wurde bald darauf Gau-Fachberater der NSDAP Westfalen-Nord.
Nach dem Zweiten Weltkrieg wurde Schulte Kemminghausen amtsenthoben, erhielt aber 1950 den Lehrstuhl zurück, den er bis zu seinem Tod innehatte.

## Schriften
- Mundart und Hochsprache in Norddeutschland. 122 Seiten, Karl Wachholtz Verlag, Neumünster 1939.
- Annette von Droste-Hülshoff. Leben in Bildern. Deutscher Kunstverlag, München 1954.
- mit Ludwig Denecke: Die Brüder Grimm in Bildern ihrer Zeit. Verlag Röth, Kassel 1963.

Herausgeberschaft
- Die Briefe der Annette von Droste-Hülshoff. 2 Bde., Diederichs, Jena 1944.
- Von Königen, Hexen und allerlei Spuk. Beiträge des Droste-Kreises zu den Märchen und Sagen der Brüder Grimm. Gesellschaft zur Pflege des Märchengutes, Schloß Bentlage/Rheine 1957.